# رالف بيترسون الابن
رالف بيترسون الابن (بالإنجليزية: Ralph Peterson, Jr.)‏ هو عازف جاز أمريكي، ولد في 20 مايو 1962 في بليسنتفيل في الولايات المتحدة.

## وصلات خارجية
- رالف بيترسون الابن على موقع IMDb (الإنجليزية)
- رالف بيترسون الابن على موقع ميوزك برينز (الإنجليزية)
- رالف بيترسون الابن على موقع أول ميوزيك (الإنجليزية)
- رالف بيترسون الابن على موقع ديسكوغز (الإنجليزية)